# 维尔韦尔丹格
维尔韦尔丹格（法語：Wulverdinghe）是法国北部-加来海峡大区诺尔省的一个市镇，属于敦刻尔克区布尔堡县。该市镇2009年时的人口为309人。

## 人口
维尔韦尔丹格人口变化图示
| 数据来源：INSEE |